# Młyn w Bełchatowie
Młyn w Bełchatowie – młyn motorowy wybudowany w latach 1908-1910, znajdujący się w Bełchatowie, w województwie łódzkim. Obiekt wpisany do wojewódzkiej i gminnej ewidencji zabytków.

## Historia
Młyn wybudowano w latach 1908-1910 jako murowany budynek dwupiętrowy z nadbudówką, z dachem płaskim krytym papą oraz przylegającą od strony wschodniej przybudówką. Początkowo był zasilany silnikiem na koks-gaz ssany i wyposażony w 6 par walców, 2 pary kamieni francuskich  i śrutownik. W latach 30. kamienie młyńskie zostały zastąpione kolejnymi parami walców. W okresie II wojny światowej był czynny do 1940 r., następnie został unieruchomiony, a  wyposażenie zostało wywiezione. W 1945 r. zainstalowano nowe wyposażenie. W 1946 r. młyn został zelektryfikowany. W 1954 r. został upaństwowiony i działał pod zarządem Miejskiej Rady Narodowej w Bełchatowie. W okresie PRL jego moc przemiałowa wynosiła około 30 t zboża na dobę. Młyn był czynny do 2009 r. W 2024 r. budynek jest użytkowany jako pub.

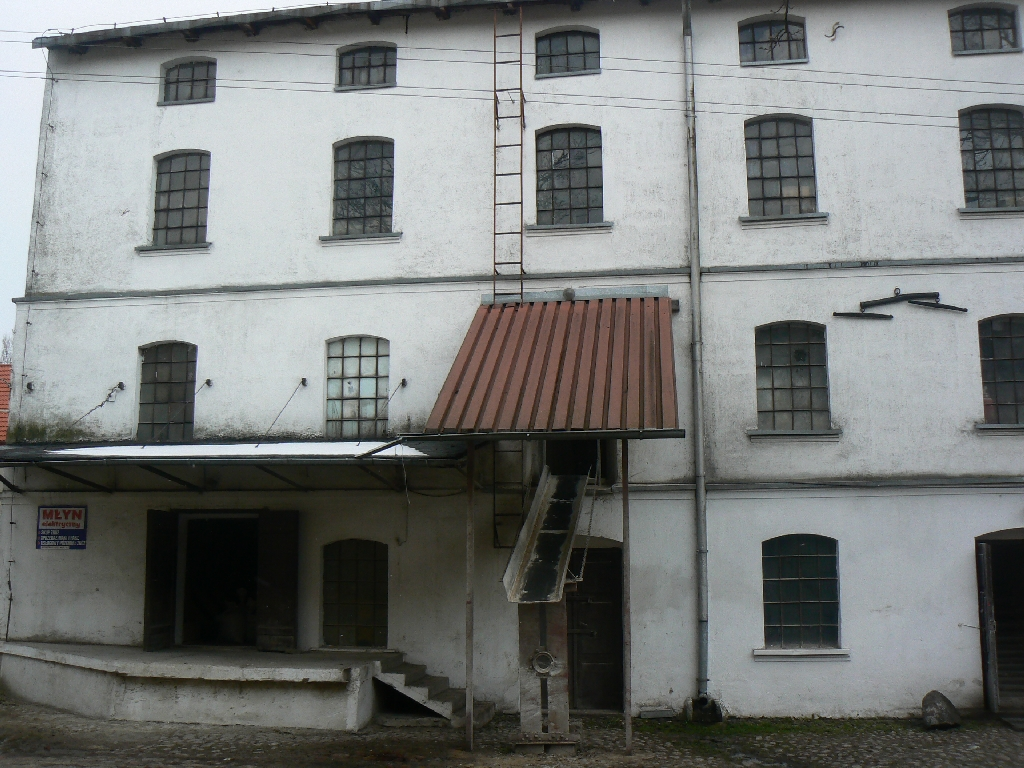
Młyn w Bełchatowie w 2008 r.